# Caroline Ida Ours
Caroline Ida Ours, née en 1960, est une mannequin, influenceuse et militante féministe française.

## Biographie
Caroline Ida Ours naît en 1960. À partir de 1985, à vingt-cinq ans, elle travaille dans une entreprise familiale d'articles de sport. Vingt ans plus tard, elle quitte son poste et devient commerciale dans une entreprise de sacs à main[pas clair].
À la suite d'une rupture d'anévrisme et d'un séjour à l'hôpital, elle se lance sur les réseaux sociaux et dans le mannequinat à 57 ans. Après un premier défilé au salon international de la lingerie, elle travaille avec plusieurs marques de ce domaine comme Darjeeling. D'une taille 44, elle souhaite rendre visible tous les corps, et s'inscrit dans le mouvement body positive. Caroline Ida Ours tient également un blog et un compte Instagram, où elle cherche à lutter contre l'invisibilisation des femmes de plus de 50 ans, et à changer le regard sur la vieillesse. Elle donne des conseils de beauté ou de mode, tout en abordant des sujets comme la sexualité et les relations amoureuses des sexagénaires. Sa popularité sur les réseaux sociaux est soulignée par plusieurs médias,,.
La carrière de Caroline Ida Ours évoque celle d'autres mannequins seniors qui arpentent les podiums, comme celles citées par Marie-France : Lauren Hutton, Yazemeenah Rossi, Linda Rodin, Jacky O’Shaughnessy, Carmen Dell’Orefine, Iris Apfel, Baddie Winkle - femme anonyme qui se fait un nom sur les réseaux sociaux - Gitte Lee, Tanya Drouginska.